# Archidiecezja Gitegi
Archidiecezja Gitegi – archidiecezja rzymskokatolicka w Burundi. Powstała w 1921 jako wikariat apostolski Urundi i Kivu. W 1922 przemianowany na wikariat Urundi. Od 1949 pod nazwą wikariat Kitegi. W roku 1959 podniesiony do rangi archidiecezji Gitegi.

## Biskupi diecezjalni
- Wikariusze apostolscy Urundi: 
  - Bp Julien-Louis-Edouard-Marie Gorju, M. Afr. (1922–1936)
  - Bp Antoine Grauls, M. Afr. (1936–1949)
- Wikariusze apostolscy Kitegi:  
  - Bp Antoine  Grauls, M. Afr. (1949–1959)
- Arcybiskupi metropolici:
  - Abp Antoine Grauls, M. Afr. (1959–1967)
  - Abp André Makarakiza, M. Afr. (1968–1982)
  - Abp Joachim Ruhuna (1982–1996)
  - Abp Simon Ntamwana (1997–2022)
  - Abp Bonaventure Nahimana (od 2022)